# Yingluck Shinawatra

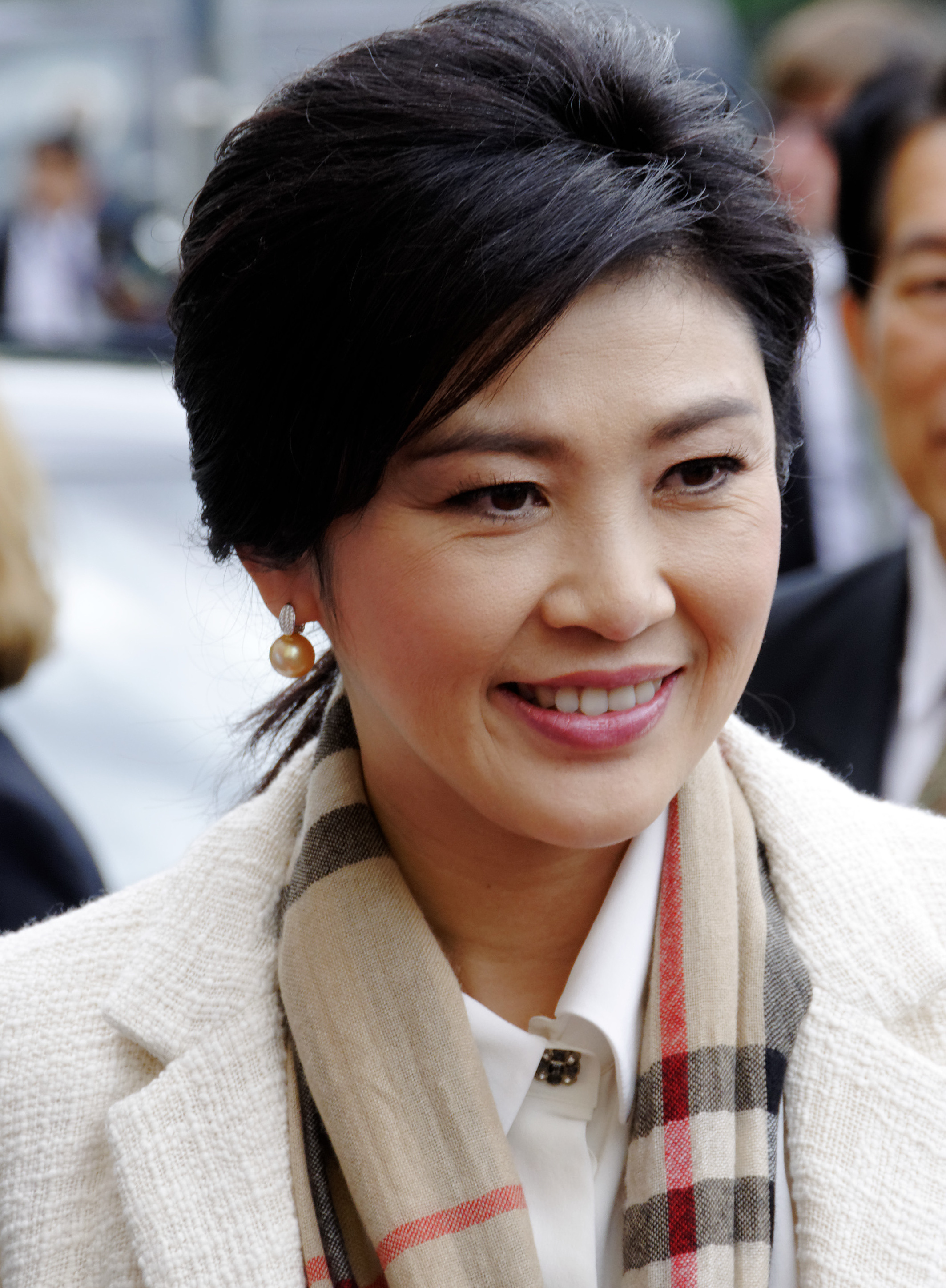
Yingluck Shinawatra (2012)

Yingluck Shinawatra (thailändisch ยิ่งลักษณ์ ชินวัตร [jîŋlák t̠͡ɕʰinnáwát], RTGS-Umschrift Yinglak Chinnawat; * 21. Juni 1967) ist eine thailändische Managerin und Politikerin (Pheu-Thai-Partei). Im August 2019 wurde bekannt, dass sie die serbische Staatsangehörigkeit erhalten hat.
Von August 2011 bis zu ihrer Absetzung durch das Verfassungsgericht am 7. Mai 2014 war sie Ministerpräsidentin von Thailand.

## Privatleben
Yingluck ist das jüngste von neun Kindern von Lert und Yindee Shinawatra, die Schwester des ehemaligen Ministerpräsidenten und Telekommunikationsunternehmers Thaksin Shinawatra und Tante der Ministerpräsidentin Paetongtarn Shinawatra. Nach der Schule nahm sie ein Studium der Politik- und Verwaltungswissenschaft an der Universität Chiang Mai auf, das sie 1988 mit einem Bachelor abschloss. Sie setzte ihr Studium der Politikwissenschaften in den Vereinigten Staaten an der Kentucky State University fort, wo sie 1990 den Mastergrad erwarb. Nach ihrer Rückkehr nach Thailand war sie in verschiedenen Firmen der Familie Shinawatra in führenden Positionen tätig. Von 2002 bis 2006 war sie Vorstandschefin des Mobilfunkanbieters Advanced Info Service (AIS), anschließend Generalsekretärin der gemeinnützigen Thaicom-Stiftung. Yingluck lebt in einer – in Thailand ist dies weit verbreitet – nicht staatlich registrierten Ehe mit Anusorn Amornchat, einem Manager der M Link Asia Corporation. Das Paar hat einen Sohn.
Im August 2019 wurde bekannt, dass Yingluck Shinawatra die serbische Staatsangehörigkeit erhalten hat.

## Spitzenkandidatin und Wahl zur Ministerpräsidentin
Am 11. Mai 2011 nominierte die oppositionelle Pheu-Thai-Partei (PTP) Yingluck, die bis dahin politisch kaum in Erscheinung getreten war, als Spitzenkandidatin für die Parlamentswahl 2011. Sie ist die erste Frau in Thailand, die für das Amt des Ministerpräsidenten kandidierte. Die Partei PTP steht ihrem 2006 als Ministerpräsident entmachteten Bruder Thaksin nahe, der nach seiner Verurteilung wegen Amtsmissbrauchs im Exil lebt. Thaksin bemerkte zu ihrer Kandidatur, dass Yingluck nicht seine Marionette sei, wohl aber sein „Klon“. Er warb außerdem damit, dass seine Schwester an seiner Stelle Entscheidungen treffen könne: „Sie kann in meinem Namen ‚Ja’ oder ‚Nein’ sagen.“ Später erklärte er, dass er mit „Klon“ gemeint habe, dass beide die gleiche Abstammung hätten, Yingluck ebenfalls eine erfahrene Managerin und erfolgreiche Geschäftsfrau sei und sie von ihm gelernt habe. Im Wahlkampf berief sich Yingluck ausdrücklich auf Thaksin. Sie fragte regelmäßig: „Wenn ihr meinen Bruder liebt, werdet ihr seiner jüngeren Schwester dann eine Chance geben?“ Ihre Anhänger bejahten dies stets lautstark.
Bei den Wahlen vom 3. Juli erreichte ihre Partei die absolute Mehrheit. Am 5. August 2011 wählte das Parlament Yingluck zur ersten Ministerpräsidentin des Landes.

## Zeit als Ministerpräsidentin

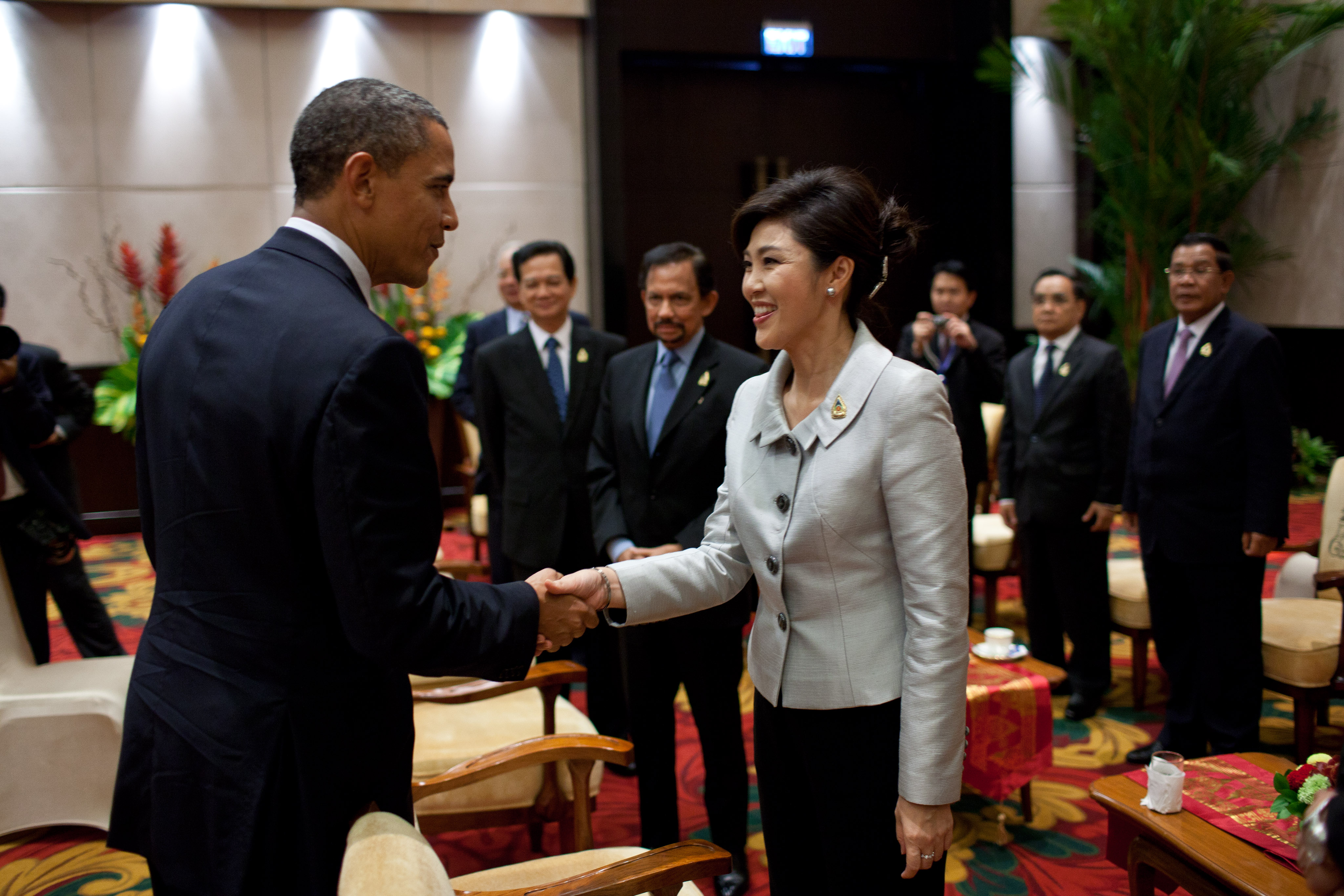
US-Präsident Barack Obama und Yingluck Shinawatra beim ASEAN-Gipfel (November 2011)

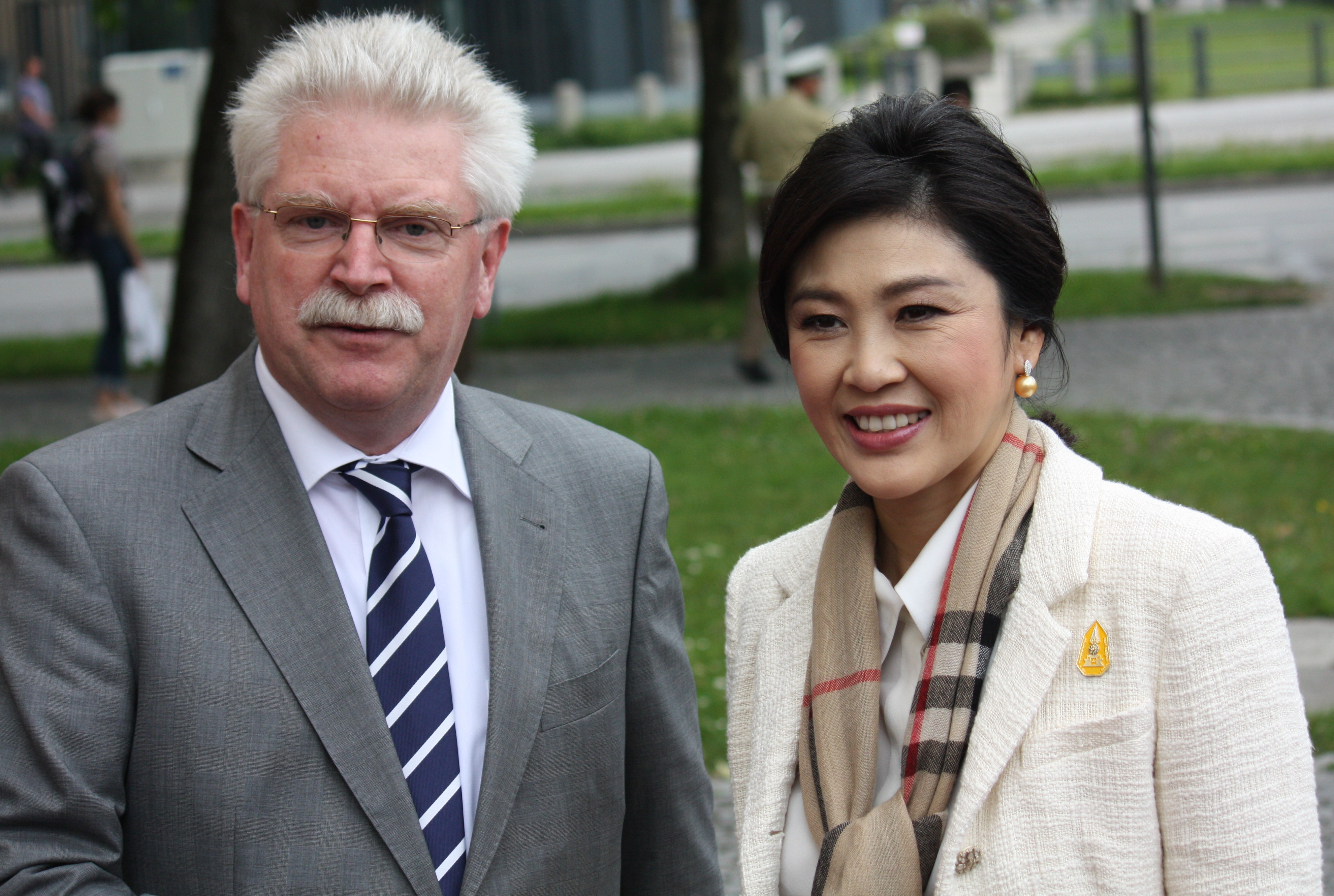
Yingluck bei ihrem Besuch in München mit dem damaligen bayerischen Wirtschaftsminister Martin Zeil (Juli 2012)

Ihr zunächst 23 Mitglieder (darunter neben ihr nur eine weitere Frau) umfassendes Kabinett wurde am 10. August 2011 vereidigt. Gleich zu Beginn ihrer Amtszeit war die Regierung mit der Bewältigung der Hochwasserkatastrophe während und nach der Regenzeit 2011 konfrontiert. Die Regierung wurde wegen mangelhafter Koordination der beteiligten Behörden kritisiert. Yinglucks persönliches Engagement brachte ihr jedoch Sympathien ein und ließ sie in der öffentlichen Wahrnehmung an politischem Format gewinnen.
Ein wesentliches politisches Projekt von Yinglucks Regierung war die Einführung eines garantierten Mindestpreises für Reis, zu dem die Regierung seither den Bauern das Getreide abkauft. Dies führte zu einer rapide steigenden Staatsverschuldung und übervollen Speichern mit auf dem Weltmarkt unverkäuflichem Reis. 10 % des Staatshaushalts flossen in dieses Programm.  Außerdem setzte sie die im Wahlkampf versprochenen Steuerrückzahlungen für das erste Eigenheim und das erste Auto einer Familie um, wodurch die Binnennachfrage angeregt werden sollte.
Nach Einschätzung des auf Thailand spezialisierten Ökonomen und Armutsforschers Peter Warr sind sowohl das Reis- wie auch das Erste-Auto-Programm populistisch und ungeeignet zur Armutsbekämpfung. Statt den wirklich Bedürftigen zu helfen, würden große Beträge an Steuergeldern an kleine Interessengruppen fließen. Thailands Arme könnten sich ohnehin kein Auto leisten. Stattdessen hätten oftmals reiche Zweitwagenkäufer einen autolosen Strohmann vorgeschickt, um den Steuervorteil einzustreichen. Hauptprofiteure seien die Autoproduzenten, die ihren Absatz steigern wollten. Auch vom garantierten Reispreis würden Kleinbauern, die einen Teil des produzierten Getreides selbst konsumieren und nicht verkaufen, viel weniger profitieren als Großbauern, Lagerhaus- und Reismühlenbesitzer. Die Programme würden daher keines der wirtschaftlichen und infrastrukturellen Defizite Thailands nachhaltig angehen.
Ab 2012 ließ die Regierung Yingluck an jeden Erstklässler einen Tablet-Computer als Unterrichtsmittel verteilen. Obwohl der Bildungsetat mit 20 % aller Ausgaben den größten Posten im Staatshaushalt ausmachte, schneidet das Land in internationalen Bildungsvergleichen regelmäßig unterdurchschnittlich ab.
Nach einer Kabinettsumbildung am 30. Juni 2013 übernahm Yingluck zusätzlich das Verteidigungsressort – auch in diesem Amt ist sie die erste Frau. Von ihrem Amtsantritt bis August 2013 stattete Yingluck 42 Staaten einen offiziellen Besuch ab. Die Opposition kritisierte, dass Yingluck zu viel Zeit auf Auslandsreisen und zu wenig im Parlament verbringe. Sie fehlte bei über 30 % der Sitzungen des Repräsentantenhauses, darunter waren auch politisch zentrale Debatten. Die Ministerpräsidentin verteidigte ihre Reisen als nützlich für die zwischenstaatlichen Beziehungen, insbesondere für die thailändischen Handelsinteressen. Im November 2013 beschlossen beide Parlamentskammern ein von der Regierung Yingluck angestrengtes Projekt über Anleihen in Höhe von 2,2 Billionen Baht (umgerechnet ca. 50 Milliarden Euro) für Infrastruktur-Großprojekte.

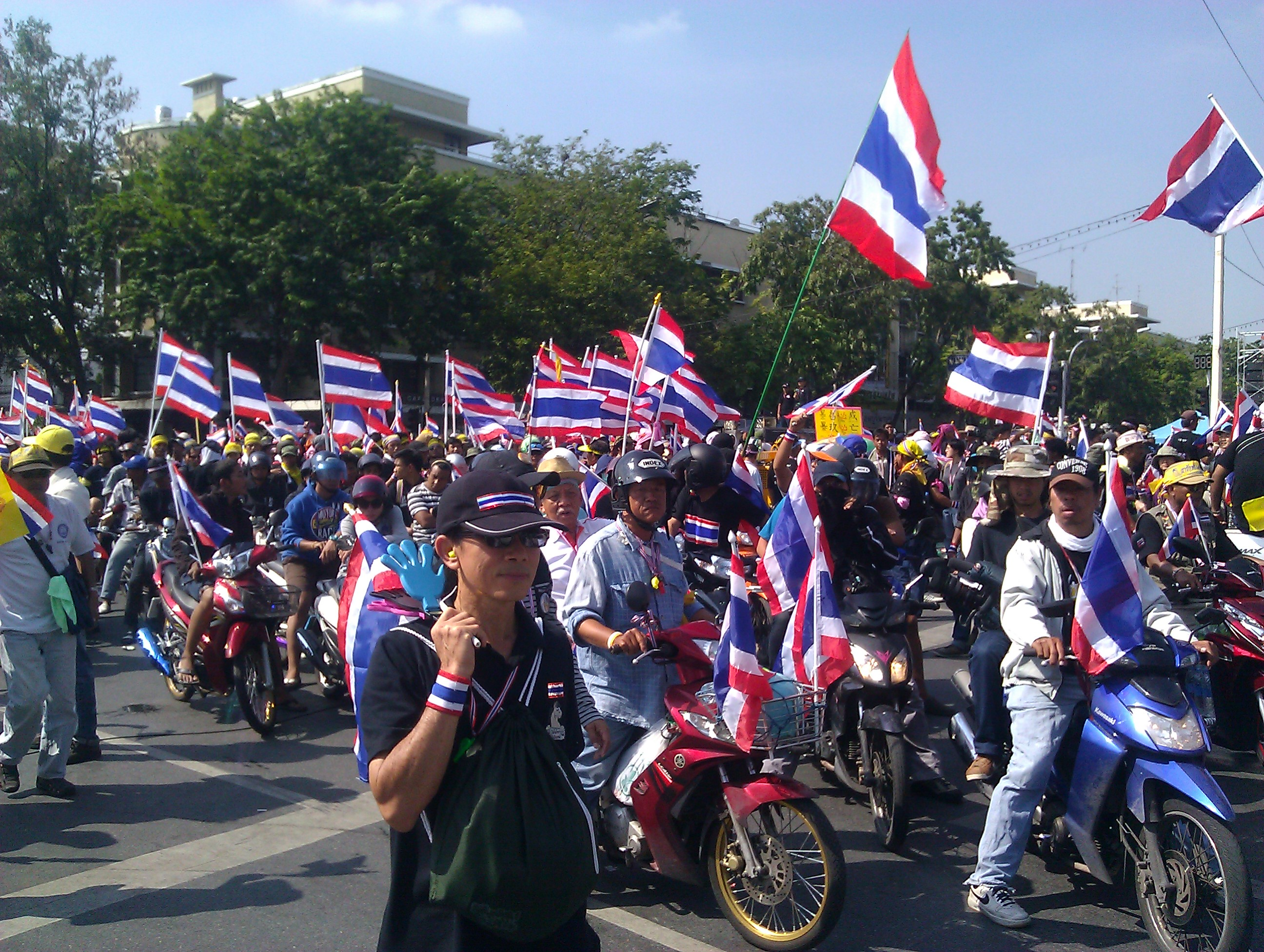
Demonstranten am 1. Dezember 2013

Yinglucks Regierung verfolgte eine Änderung der seit 2007 geltenden Verfassung Thailands. In erster Linie sollte die Zusammensetzung des Senats modifiziert werden. Die von einer Auswahlkommission bestimmten Senatoren, die fast die Hälfte der Mitglieder des Oberhauses ausmachen, sollten durch direkt in den Provinzen gewählte ersetzt werden. Das Verfassungsgericht erklärte ein entsprechendes, vom Parlament beschlossenes Änderungsgesetz im November 2013 als unvereinbar mit fundamentalen Verfassungsprinzipien. Yingluck akzeptierte das Urteil nicht.
Anlässlich eines von Yinglucks Regierung initiierten Amnestiegesetzes, das auch Straffreiheit für ihren im Exil lebenden Bruder Thaksin bedeutet hätte, kam es ab November 2013 zu Massenprotesten der von Suthep Thaugsuban angeführten Opposition. Das Amnestiegesetz wurde aufgrund der Proteste zurückgestellt. Nachdem Yingluck im November ein Misstrauensvotum im Parlament überstanden hatte, bat sie den König um Auflösung des Parlaments, um am 2. Februar 2014 Neuwahlen durchführen zu können.
Am 7. Mai 2014 wurde sie vom Verfassungsgericht wegen Amtsmissbrauch ihres Amtes enthoben. Danach kam es zu einem Militärputsch in Thailand, und sie wurde am 23. Mai von den Putschisten festgenommen.

## Verurteilung wegen Korruption
Anfang 2015 wurde Yingluck Shinawatra offiziell wegen Korruption angeklagt. Die Anklage wurde am 19. März 2015 vom obersten thailändischen Gericht angenommen. Ihr wird vorgeworfen, durch die Subvention des Reisanbaus ihrem Land schwere finanzielle Verluste – im Raum steht ein Schaden von rund 4 Milliarden US-Dollar – zugefügt zu haben. In der Folge erschien sie im Januar 2016 vor Gericht und wurde einige Monate später zur Zahlung einer Geldstrafe von 35 Milliarden Baht (umgerechnet rund 1 Milliarde Euro) verurteilt.
Der Prozess endete am 25. August 2017.
Da sie wegen angeblicher Erkrankung nicht zur Urteilsverkündung erschien, aber kein ärztliches Attest vorlegte, erließ der Richter einen Haftbefehl wegen Fluchtgefahr. Die Urteilsverkündung wurde auf den 27. September 2017 verschoben. Yingluck soll sich bereits etwa einen Monat zuvor über Kambodscha nach Singapur und dann nach Dubai abgesetzt haben, wo ihr Bruder Thaksin Shinawatra lebt. Sie wurde in Abwesenheit zu fünf Jahren Haft verurteilt. Zwischen den Vereinigten Arabischen Emiraten und Thailand besteht kein Auslieferungsabkommen.
Am 25. August 2017 wurde ihr früherer Handelsminister Boonsong Teriyapirom zu 42 Jahren Haft verurteilt, jedoch Ende 2024 begnadigt.